# Draba alajica
Draba alajica là một loài thực vật có hoa trong họ Cải. Loài này được Litv. mô tả khoa học đầu tiên năm 1902.